# São José do Cerrito
São José do Cerrito là một đô thị thuộc bang Santa Catarina, Brasil. Đô thị này có diện tích 946 km², dân số năm 2007 là 9505 người, mật độ 10 người/km².